# Férfi kettesbob az 1964. évi téli olimpiai játékokon
Az 1964. évi téli olimpiai játékokon a bob férfi kettes versenyszámát január 31-én és február 1-jén rendezték Iglsben. Az aranyérmet a brit Tony Nash–Robin Dixon-páros nyerte. A versenyszámban nem vett részt magyar csapat.

## Eredmények
A verseny négy futamból állt. A négy futam időeredményének összessége határozta meg a végső sorrendet. Az időeredmények másodpercben értendők. A futamok legjobb időeredményei vastagbetűvel olvashatóak.
| Helyezés | Csapat                                                         | 1.      | 2.      | 3.         | 4.      | Össz.         |
| -------- | -------------------------------------------------------------- | ------- | ------- | ---------- | ------- | ------------- |
| Arany    | Nagy-Britannia (GBR)-1 · Tony Nash · Robin Dixon               | 1:05,53 | 1:05,10 | 1:05,39    | 1:05,88 | 4:21,90       |
| Ezüst    | Olaszország (ITA)-2 · Sergio Zardini · Romano Bonagura         | 1:05,63 | 1:05,13 | 1:05,21    | 1:06,05 | 4:22,02       |
| Bronz    | Olaszország (ITA)-1 · Eugenio Monti · Sergio Siorpaes          | 1:05,94 | 1:04,90 | 1:05,41    | 1:06,38 | 4:22,63       |
| 4.       | Kanada (CAN)-2 · Vic Emery · Peter Kirby                       | 1:05,15 | 1:05,93 | 1:05,96    | 1:06,45 | 4:23,49       |
| 5.       | Egyesült Államok (USA)-1 · Larry McKillip · Jim Lamy           | 1:06,17 | 1:06,34 | 1:05,84    | 1:06,25 | 4:24,60       |
| 6.       | Egyesült Német Csapat (EUA)-1 · Franz Wörmann · Hubert Braun   | 1:06,87 | 1:06,42 | 1:05,17    | 1:06,24 | 4:24,70       |
| 7.       | Egyesült Államok (USA)-2 · Charlie McDonald · Chuck Pandolph   | 1:05,97 | 1:05,85 | 1:06,16    | 1:07,02 | 4:25,00       |
| 8.       | Ausztria (AUT)-1 · Erwin Thaler · Josef Nairz                  | 1:05,72 | 1:06,98 | 1:06,48    | 1:06,33 | 4:25,51       |
| 9.       | Ausztria (AUT)-2 · Franz Isser · Reinhold Durnthaler           | 1:06,94 | 1:06,71 | 1:07,40    | 1:07,04 | 4:28,09       |
| 10.      | Svájc (SUI)-1 · Hans Zoller · Robert Zimmermann                | 1:06,97 | 1:06,20 | 1:07,60    | 1:07,38 | 4:28,15       |
| 11.      | Kanada (CAN)-1 · John Emery · Gordon Currie                    | 1:07,85 | 1:07,64 | 1:06,75    | 1:06,63 | 4:28,87       |
| 12.      | Svédország (SWE)-1 · Kjell Lutteman · Heino Freyberg           | 1:06,81 | 1:06,99 | 1:07,93    | 1:07,20 | 4:28,93       |
| 13.      | Románia (ROU)-1 · Ion Panțuru · Hariton Paşovschi              | 1:07,74 | 1:06,97 | 1:06,92    | 1:07,47 | 4:29,10       |
| 14.      | Egyesült Német Csapat (EUA)-2 · Hans Maurer · Rupert Grasegger | 1:06,72 | 1:07,76 | 1:06,92    | 1:08,37 | 4:29,77       |
| 15.      | Románia (ROU)-2 · Alexandru Oancea · Constantin Cotacu         | 1:07,31 | 1:08,93 | 1:06,75    | 1:07,26 | 4:30,25       |
| 16.      | Nagy-Britannia (GBR)-2 · Bill McCowen · Andrew Hedges          | 1:07,47 | 1:07,73 | 1:06,52    | 1:08,95 | 4:30,67       |
| 17.      | Svájc (SUI)-2 · Herbert Kiesel · Oskar Lory                    | 1:07,33 | 1:07,70 | 1:07,92    | 1:08,25 | 4:31,20       |
| 18.      | Argentína (ARG)-1 · Héctor Tomasi · Fernando Rodríguez         | 1:07,59 | 1:09,20 | 1:07,36    | 1:07,72 | 4:31,87       |
| 19.      | Argentína (ARG)-2 · Roberto José Bordeu · Hernán Agote         | 1:10,15 | 1:08,45 | 1:11,33    | 1:10,26 | 4:40,19       |
| –        | Belgium (BEL) · Jean-Marie Buisset · Claude Englebert          | 1:09,53 | 1:10,01 | nem indult | –       | nem ért célba |
| –        | Svédország (SWE)-2 · Jan-Erik Åkerström · Carl-Erik Eriksson   | 1:08,01 | 1:11,81 | nem indult | –       | nem ért célba |